# Araeoncus mitriformis
Araeoncus mitriformis là một loài nhện trong họ Linyphiidae.
Loài này thuộc chi Araeoncus. Araeoncus mitriformis được Andrei V. Tanasevitch miêu tả năm 2008.